# Stammesgesellschaft

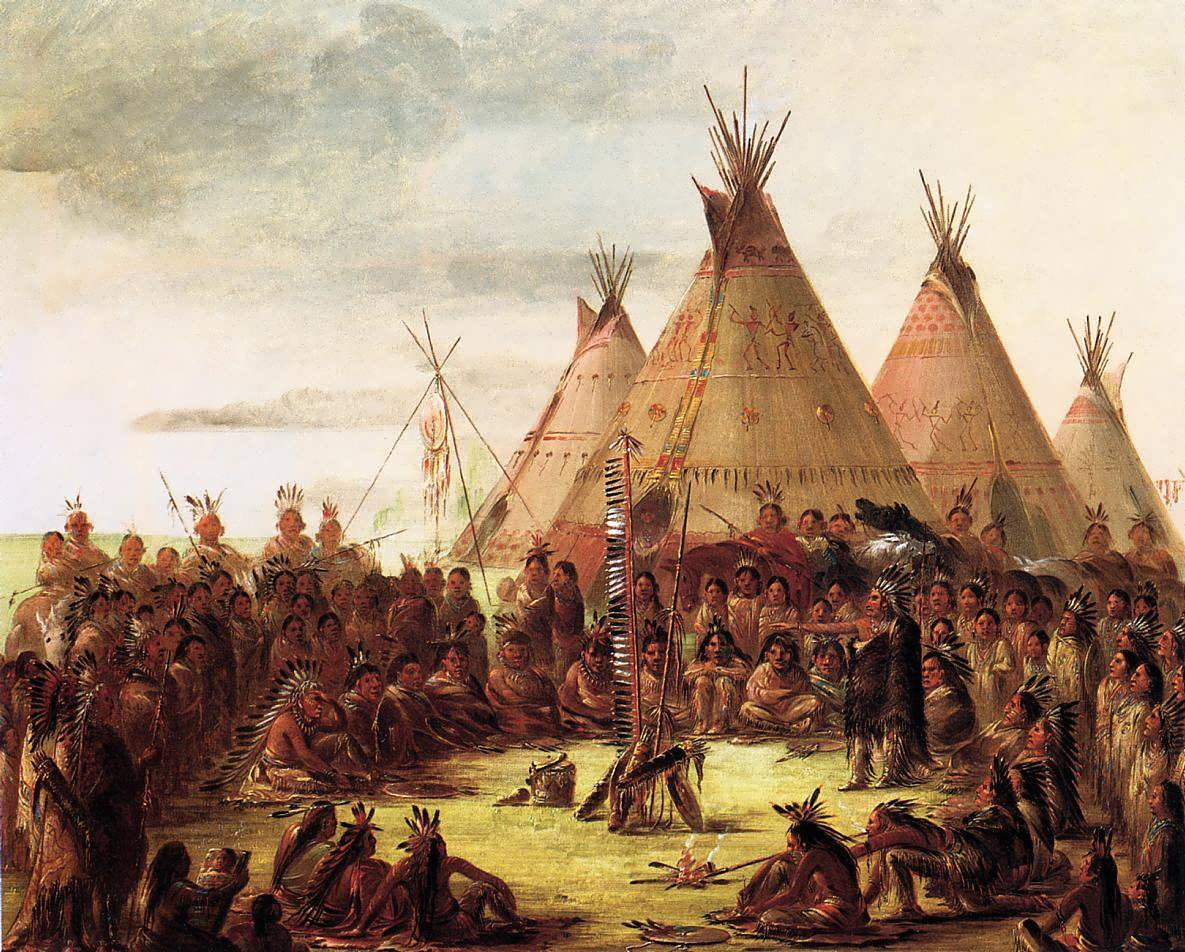
Tipis (Gemälde von George Catlin aus den 1830ern – die nordamerikanischen Sioux-Indianer bildeten eine komplexe Stammesgesellschaft)

Die Stammesgesellschaft ist eine in der Geschichte der Menschheit bereits sehr früh auftretende Sozialstruktur und politische Organisationsform, die auch heute noch in einigen Kulturarealen gegenwärtig und wirksam ist. Sie wird von einigen Autoren als einfachste Form einer Ranggesellschaft betrachtet, bei der die Macht von der Gemeinschaft an fähige Führungspersönlichkeiten verliehen wird. Andere Autoren sehen sie als spezielle Ausprägung herrschaftsfreier (akephaler) Gesellschaften.
Aufgrund der Erkenntnis, dass sich Feldbauern oder Hirtennomaden der Neuzeit überwiegend in Stämmen organisiert haben (am bekanntesten sind die Indianerstämme Nordamerikas), wird vermutet, dass die Völker der jungsteinzeitlichen Kulturen in gleicher Weise organisiert waren. Bekannt ist es beispielsweise von den frühen Griechen und Italikern (Gentilorganisation der Griechen und Römer in Volksstämme). Viele Ethnien Zentralasiens oder Amerikas sind noch heute Stammesgesellschaften (innerhalb der modernen Nationalstaaten).

## Abstammungsmythen und historische Belege
Zur Stammesgesellschaft gehört oft ein Mythos über den Ursprung des Stammes, eine gentilizische Stammesorganisation, eine Pubertäts- und Stammesinitiation, ein durch die Rechtsprechung ausgebildetes und sich wandelndes Stammesrecht, eine politisch unmittelbar entscheidende Versammlung von Stammesgenossen und das Aufgebot der Stammeskrieger. Die Stammesgesellschaft betrachtet sich als die Nachkommenschaft eines göttlichen Stammvaters und daher als eine einzige große „Familie“. Ihre ethnischen Religionen sind ursprünglich animistisch (alles ist „beseelt“) oder polytheistisch (viele Götter) und schließen in vielen Fällen die Verehrung der Vorfahren ein (Ahnenkult).
Ein bekanntes Beispiel für eine Stammesgesellschaft ist das Volk der Israeliten, das sich nach den Erzählungen des Tanach bereits in vorstaatlicher Zeit durch seine gemeinsame Abstammung von den Erzeltern, seinen Stammesgott (JHWH) und dessen traditionelles Recht (Bundesbuch) verbunden wusste und eine Gliederung in Stämme (die zwölf Stämme Israels) und Sippen kannte. Ein solches System bestand auch bei den antiken Griechen, Römern, Germanen und in vielen Gegenden im Altertum. Als Beleg für ein damals allgemein verbreitetes System wird die Vergleichbarkeit von zwei Stellen aus Homers Ilias und der Germania des Tacitus gesehen. In der Ilias rät Nestor dem Agamemnon: „Stelle das Heer nach Phylen und Phratrien auf, Agamemnon; so kann die Phyle der Phyle beistehen und die Phratrie der Phratrie. Handelst du danach und folgen dir die Achaier, so wirst du bald erkennen, wer von den Führern und Mannschaften feige oder auch tüchtig sich zeigt – sie kämpfen im Kreise der ihren“ (2. Gesang, Vers 362). Entsprechendes schreibt Tacitus über die Germanen: „Besonders spornt sie zur Tapferkeit an, dass nicht Zufall und willkürliche Zusammenstellung, sondern Familien und Geschlechter die Reiterhaufen oder die Schlachtkeile bilden“.

## Die Ranggesellschaft

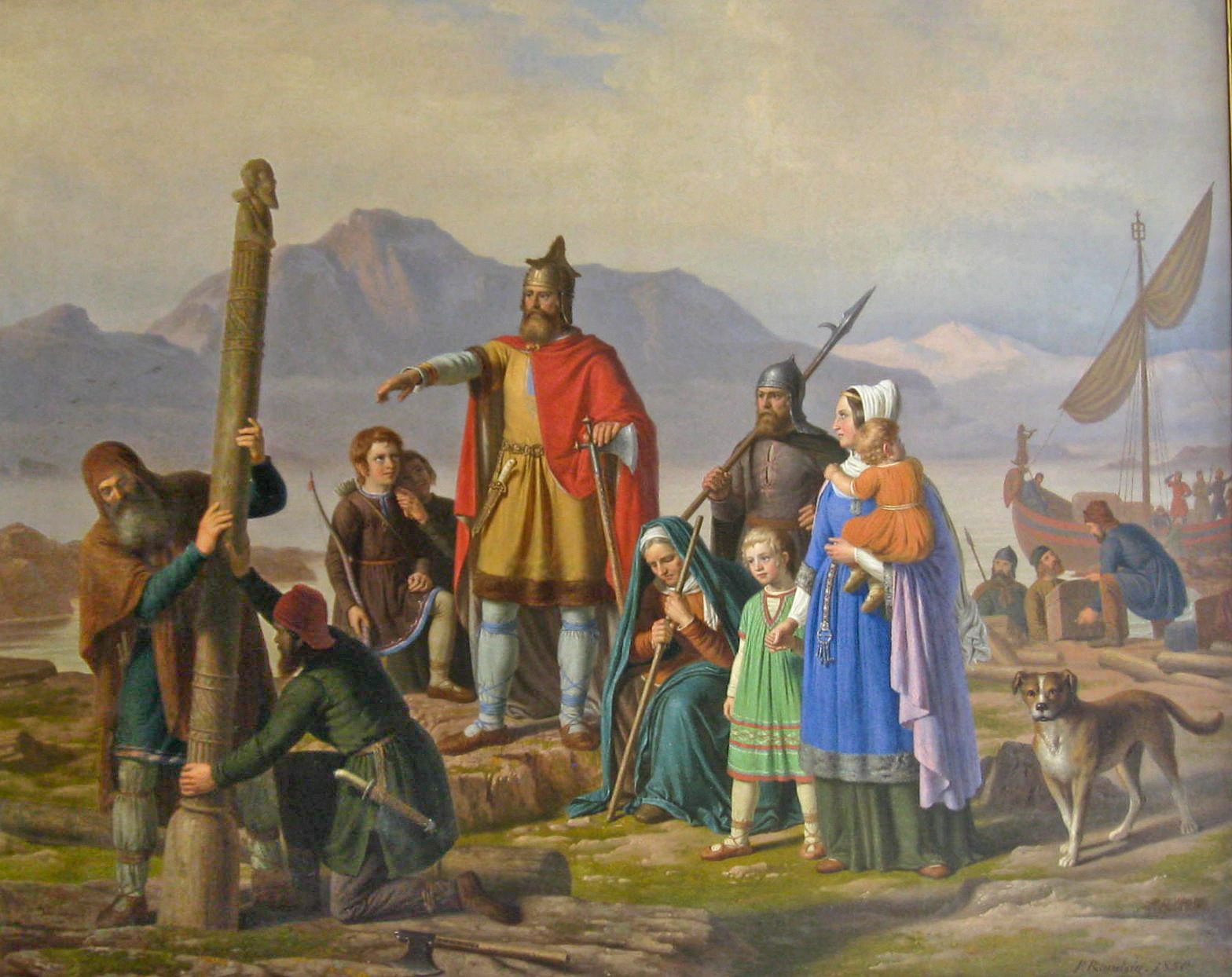
Ingolf nimmt Island in Besitz (Gemälde von Johan Peter Raadsig, 1850. Die Wikinger des Frühmittelalters lebten in einer typischen Ranggesellschaft)

Der vom US-amerikanischen Ethnologen Morton Fried in den 1960er Jahren geprägte Begriff „Ranggesellschaft“ vereint Stammesgesellschaften und Häuptlingstümer. Im Gegensatz zu den herrscherlosen (akephalen) Gesellschaften wird nach Fried die Führerschaft von einer (oder mehreren) Personen akzeptiert. Zumeist werden diese Führer als „Häuptling“ bezeichnet (englisch chief). Zwischen Häuptlingen von Stämmen und von Häuptlingstümern bestehen aber deutliche Unterschiede: Stammeshäuptlinge müssen sich durch besondere Fähigkeiten ausgezeichnet haben; besonders talentierte Jäger wurden „Jagdhäuptling“, Strategen „Kriegshäuptling“, andere „Friedenshäuptling“. Daraus folgt auch, dass die Autorität der Stammeshäuptlinge verliehen wurde und sie ihr Amt oftmals nur zeitweise ausübten – im Unterschied zu Häuptlingstümern. Stammeshäuptlinge verfügten kaum über wirkliche Machtbefugnisse.
In Ranggesellschaften gibt es keine sozialen Klassenunterschiede, die durch den unterschiedlichen Zugang zu Ressourcen gekennzeichnet sind. Es gibt demnach keine regierende Elite, die exklusiv über die Produktionsmittel verfügt und politischen Zwang ausüben kann. Ein bekanntes Beispiel für eine historische Ranggesellschaft ist das frühmittelalterliche Merowingerreich, bei dem sich die mittelalterliche Ständeordnung noch nicht entwickelt hatte.